# Chihayafuru
Chihayafuru (jap. ちはやふる) – manga autorstwa Yuki Suetsugu, publikowana na łamach magazynu „Be Love” wydawnictwa Kōdansha od grudnia 2007 do sierpnia 2022.
Na jej podstawie studio Madhouse wyprodukowało serial anime, który był emitowany od października 2011 do marca 2012. Drugi sezon emitowano od stycznia do czerwca 2013, trzeci zaś od października 2019 do marca 2020. W oparciu o mangę powstały również 3 filmy live action, wydane w latach 2016–2018.

## Fabuła
Chihaya Ayase to dziewczyna bez wielkich ambicji, która większość życia spędziła na wspieraniu siostry w jej karierze modelki. Zmienia się to, kiedy poznaje Aratę Watayę, utalentowanego gracza karuty, za sprawą którego zaczyna wciągać się w grę i postanawia obrać sobie nowy cel, jakim jest zostanie najlepszym graczem karuty w Japonii. Po rozpoczęciu liceum, Chihaya zakłada klub karuty z pomocą swojego przyjaciela z dzieciństwa, Taichiego Mashimy, szukając nowych członków i kontynuując swoją drogę na szczyt.

## Manga
Manga ukazywała się w magazynie „Be Love” od 28 grudnia 2007 do 1 sierpnia 2022. Jej rozdziały zostały zebrane w 50 tankōbonach, opublikowanych między 13 maja 2008 a 13 grudnia 2022 nakładem wydawnictwa Kōdansha.
| Nr | Data wydania (język japoński) | ISBN (język japoński)  |
| -- | ----------------------------- | ---------------------- |
| 1  | 13 maja 2008                  | ISBN 978-4-06-319239-1 |
| 2  | 12 września 2008              | ISBN 978-4-06-319245-2 |
| 3  | 12 grudnia 2008               | ISBN 978-4-06-319252-0 |
| 4  | 13 marca 2009                 | ISBN 978-4-06-319259-9 |
| 5  | 12 czerwca 2009               | ISBN 978-4-06-319266-7 |
| 6  | 11 września 2009              | ISBN 978-4-06-319271-1 |
| 7  | 11 grudnia 2009               | ISBN 978-4-06-319276-6 |
| 8  | 12 marca 2010                 | ISBN 978-4-06-319282-7 |
| 9  | 11 czerwca 2010               | ISBN 978-4-06-319287-2 |
| 10 | 13 września 2010              | ISBN 978-4-06-319294-0 |
| 11 | 13 grudnia 2010               | ISBN 978-4-06-380301-3 |
| 12 | 11 marca 2011                 | ISBN 978-4-06-380309-9 |
| 13 | 13 czerwca 2011               | ISBN 978-4-06-380320-4 |
| 14 | 13 września 2011              | ISBN 978-4-06-380324-2 |
| 15 | 13 grudnia 2011               | ISBN 978-4-06-380331-0 |
| 16 | 13 marca 2012                 | ISBN 978-4-06-380339-6 |
| 17 | 13 czerwca 2012               | ISBN 978-4-06-380349-5 |
| 18 | 13 września 2012              | ISBN 978-4-06-380359-4 |
| 19 | 13 grudnia 2012               | ISBN 978-4-06-380369-3 |
| 20 | 13 marca 2013                 | ISBN 978-4-06-380379-2 |
| 21 | 13 czerwca 2013               | ISBN 978-4-06-380389-1 |
| 22 | 13 września 2013              | ISBN 978-4-06-380397-6 |
| 23 | 13 grudnia 2013               | ISBN 978-4-06-380410-2 |
| 24 | 11 kwietnia 2014              | ISBN 978-4-06-380422-5 |
| 25 | 11 lipca 2014                 | ISBN 978-4-06-380433-1 |
| 26 | 10 października 2014          | ISBN 978-4-06-380442-3 |
| 27 | 13 kwietnia 2015              | ISBN 978-4-06-380465-2 |
| 28 | 12 sierpnia 2015              | ISBN 978-4-06-380474-4 |
| 29 | 13 października 2015          | ISBN 978-4-06-380484-3 |
| 30 | 13 stycznia 2016              | ISBN 978-4-06-380491-1 |
| 31 | 11 marca 2016                 | ISBN 978-4-06-380498-0 |
| 32 | 13 lipca 2016                 | ISBN 978-4-06-394513-3 |
| 33 | 13 października 2016          | ISBN 978-4-06-394522-5 |
| 34 | 13 marca 2017                 | ISBN 978-4-06-394535-5 |
| 35 | 10 sierpnia 2017              | ISBN 978-4-06-394550-8 |
| 36 | 13 listopada 2017             | ISBN 978-4-06-510484-2 |
| 37 | 13 lutego 2018                | ISBN 978-4-06-511004-1 |
| 38 | 11 maja 2018                  | ISBN 978-4-06-511697-5 |
| 39 | 9 sierpnia 2018               | ISBN 978-4-06-512495-6 |
| 40 | 13 listopada 2018             | ISBN 978-4-06-513925-7 |
| 41 | 13 marca 2019                 | ISBN 978-4-06-515049-8 |
| 42 | 12 lipca 2019                 | ISBN 978-4-06-516668-0 |
| 43 | 13 grudnia 2019               | ISBN 978-4-06-518035-8 |
| 44 | 13 maja 2020                  | ISBN 978-4-06-519522-2 |
| 45 | 13 października 2020          | ISBN 978-4-06-521140-3 |
| 46 | 12 marca 2021                 | ISBN 978-4-06-522560-8 |
| 47 | 12 sierpnia 2021              | ISBN 978-4-06-524543-9 |
| 48 | 10 lutego 2022                | ISBN 978-4-06-526797-4 |
| 49 | 13 lipca 2022                 | ISBN 978-4-06-528488-9 |
| 50 | 13 grudnia 2022               | ISBN 978-4-06-530206-4 |

## Anime
W oparciu o mangę powstał 25-odcinkowy telewizyjny serial anime, wyprodukowany przez studio Madhouse. Za reżyserię odpowiadał Morio Asaka, scenariusz napisał Naoya Takayama, a projekty postaci wykonał Kunihiko Hamada. Muzykę skomponował Kōsuke Yamashita, a reżyserem dźwięku był Masafumi Mima z Techno Sound. Seria była emitowana na antenie Nippon TV od 4 października 2011 do 27 marca 2012.
Emisja drugiego sezonu rozpoczęła się 11 stycznia na antenie Nippon TV, a zakończyła 28 czerwca 2013, licząc 25 odcinków. 13 września 2013 ukazał się odcinek OVA, wydany wraz ze specjalną edycją 22. tomu mangi.
Premiera trzeciego sezonu miała odbyć się w kwietniu 2019 w bloku AnichU stacji Nippon TV, jednakże została ona opóźniona, a emisja rozpoczęła się 22 października 2019. Ostatni odcinek wyemitowano 24 marca 2020. Trzeci sezon liczył łącznie 24 odcinki.

### Ścieżka dźwiękowa
| Nr             | Tytuł                           | Wykonawcy       | Źródło   |
| Czołówka       | Czołówka                        | Czołówka        | Czołówka |
| -------------- | ------------------------------- | --------------- | -------- |
| 1              | „Youthful”                      | 99RadioService  | [ 57 ]   |
| 2              | „Star”                          | 99RadioService  | [ 66 ]   |
| 3              | „Colorful”                      | 99RadioService  | [ 67 ]   |
| Napisy końcowe |                                 |                 |          |
| 1              | „Soshite ima” (jap. そしていま) | Asami Seto      | [ 57 ]   |
| 2              | „Akane sora” (jap. 茜空)        | Asami Seto      | [ 66 ]   |
| 3              | „Hitomebore” (jap. 一目惚れ)    | Band Harassment | [ 67 ]   |

## Filmy live action
11 kwietnia 2015 poinformowano, że seria zostanie zaadaptowana na film live action. Adaptacja filmowa, nosząca tytuł Chihayafuru: Kami no ku, została wydana 19 marca 2016. Premiera drugiego filmu,  zatytułowanego Chihayafuru: Shimo no ku, odbyła się 29 kwietnia 2016. Chihayafuru: Musubi, trzeci i ostatni film z trylogii, został wydany 17 marca 2018.

## Odbiór
Manga Chihayafuru zdobyła 2. nagrodę Manga Taishō oraz 35. nagrodę Kōdansha Manga w kategorii shōjo. 
W 2016 roku manga liczyła w obiegu ponad 16 milionów egzemplarzy. W 2019 roku ta liczba wzrosła do 24 milionów, a na początku 2022 roku osiągnęła 27 milionów. Do końca 2022 seria rozeszła się w nakładzie 28 milionów kopii.